# Galen Marek
Galen Marek, alias Starkiller, l'Apprendista è un personaggio dell'universo espanso di Guerre stellari, doppiato in lingua originale da Sam Witwer e in italiano da Ruggero Andreozzi; è il protagonista della serie videogiochi Star Wars: Il potere della Forza.
Nato sul pianeta Kashyyyk, dove viene al mondo nel ventiduesimo anno del Calendario Galattico Standard; è il figlio dello Jedi di nome Kento Marek, salvatosi dall'Ordine 66 indetto da Palpatine. Dopo che suo padre viene assassinato da Dart Fener, il capo dei Sith, percepisce la Forza scorrere potente in lui e viene ingaggiato come apprendista dallo stesso Fener.

## Serie
1. Star Wars: Il potere della Forza (genesi)
Soulcalibur IV (l'Apprendista)[2]
Star Wars: Visions of the Blade (Fumetto) disegnato da Tom Hodges, sceneggiato da Grant Gould[3]
2. Star Wars: Il potere della Forza II (clone)

## Storia

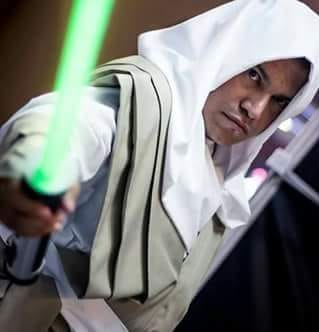
Cosplayer di Galen Marek

### Gioventù
Fin dalla tenera età, nel corso della Grande purga dei Jedi, Marek viene ingaggiato da Dart Fener come apprendista segreto sul pianeta Kashyyyk; per anni il capo dei Sith lo forma nelle arti del lato oscuro della Forza sotto il nome in codice Starkiller per far sì che elimini tutti gli Jedi sopravvissuti all'Ordine 66. Nel terzo anno del Calendario Galattico Standard, ovvero quindici anni dopo l'inizio dell'addestramento con Fener, Marek inizia la sua missione; dopo aver, apparentemente, ucciso Rahm Kota su Nar Shaddaa, Kazdan Paratus su Raxus Prime e Shaak Ti su Felucia, torna alla nave ammiraglia del suo maestro, nella quale gli viene conferito un nuovo incarico: riunire un'Alleanza Ribelle che avrebbe distrutto l'Impero Galattico per poter governare l'universo senza le intromissioni di Sheev Palpatine. Dopo aver trovato le figure chiave, Marek e i ribelli si incontrano su Corellia, dove firmano un accordo che porta alla formazione dell'Alleanza Ribelle; tuttavia Fener e le sue truppe imperiali fanno irruzione nella riunione e catturano i ribelli, rivelando di essere sempre stati in combutta con Palpatine e facendo capire a Marek di essere stato usato solo per imprigionare i nemici dell'Impero. Marek insegue Fener e i leader dell'Alleanza Ribelle sulla Morte Nera, una gigantesca stazione spaziale da combattimento nella quale affronta il suo maestro e libera i ribelli.

### Apprendista di Dart Fener
Per anni il giovane Marek viene addestrato da Dart Fener, sostenendo prove fisiche al limite della tortura e incoraggiato ad abbandonarsi all'odio e alle altre passioni. Riceve dal suo maestro l'incarico di eliminare tutti gli jedi scampati all'Ordine 66. Il suo primo obiettivo è il maestro, Rahm Kota, che, con la sua milizia personale, stava attaccando una fabbrica orbitale di caccia TIE su Nar Shaddaa. Ad accompagnarlo sono Juno Eclipse, un ufficiale imperiale e abile pilota, e PROXY, un droide in grado di mutare il proprio aspetto nella persona con cui è in comunicazione olografica. Dopo averlo sconfitto e portato la spada laser dello jedi al suo maestro, il sith riceve un nuovo bersaglio: elimina il reietto Kazdan Paratus, nascosto tra le discariche di Raxus Prime; anche questa missione viene portata a termine con successo. L'incarico più importante è quello di scontrarsi con Shaak Ti, ex membro del consiglio jedi, nascosta su Felucia, insieme alla sua apprendista zabrak Maris Brood. Qui Galen riesce ad uccidere la maestra Jedi togruta e raggiunge il suo mentore sull'Executor, ammiraglia ancora in costruzione. Qui viene brutalmente colpito da Fener non appena nella sala entra Darth Sidious, l'Imperatore, che tramite le sue spie ha scoperto dell'esistenza di Galen. Il signore oscuro dei Sith, infatti, pretende la sua morte come segno di fedeltà da parte del suo apprendista. Tuttavia Fener ha programmato i suoi droidi per salvare Galen una volta nello spazio aperto. Qualche giorno dopo, il giovane si risveglia in uno dei laboratori a bordo dell'Empirical, la nave-scientifica della flotta di Fener dove scopre che il suo maestro ha provveduto a ricostruire il suo corpo e ad assegnargli un nuovo incarico: creare un'alleanza ribelle in grado di distrarre l'Imperatore e le sue spie. In questo modo, con una guerra in corso, per i due sarebbe stato più facile rovesciare l'Impero, e prenderne il controllo. A contatto con i nemici dell'Impero si sarebbe dovuto comportare come uno jedi, abbandonando temporaneamente il Lato Oscuro della Forza.

### Alleanza Ribelle
Galen si mette subito in contatto con Rahm Kota, suo vecchio nemico. Anche in questo caso è accompagnato dal fedele droide PROXY e da Juno Eclipse, con la quale il rapporto sta sempre più intensificando. Trova il maestro Jedi in un bar sul sistema di Bespin, scontrandosi prima con dei soldati dell'Impero. A seguito del precedente scontro, il maestro jedi perde la vista, ma decide comunque di contribuire alla fondazione di una ribellione. In un primo momento Kota ordina a Galen di liberare Leila Organa dalla base militare imperiale su Kashyyyk, dove è tenuta in ostaggio col suo droide R2-D2 per bloccare le attività politiche del padre. In un secondo momento Galen venne inviato per salvare lo stesso Bail Organa dallo spietato mondo di Felucia, caduta in rovina dopo la morte di Shaak Ti; qui l'apprendista si scontra con Maris Brood, convertitasi al Lato Oscuro. Dopo averla battuta in duello decide di risparmiarla, mostrando i primi segni di pietà e di compassione tipici del Lato Chiaro della Forza. Fener gli consiglia di attaccare il nuovo cantiere navale di star destroyer su Raxus Prime, simbolo del regime di terrore dell'Impero. Intanto Kota organizza un incontro con il senatore Garm Bel Iblis su Bespin. Con i suoi successi e il suo entusiasmo, Galen convince Bail Organa a radunare i suoi alleati tra cui il senatore Mon Mothma su Corellia e a proclamare la nascita dell'Alleanza Ribelle, diventandone il primo capo. Tuttavia, sono attaccati da Fener, il quale rivela al suo vecchio apprendista che lui e l'Imperatore hanno architettato un piano per smascherare i propri nemici. Inoltre Fener rivela che non ha nessuna intenzione di sconfiggere l'Imperatore con il suo aiuto. Galen riesce però a fuggire anche grazie all'aiuto del droide PROXY, che assumendo le sembianze di Obi-Wan Kenobi, riesce a guadagnare tempo favorendone la fuga. Dopo essersi salvato, decide di attaccare la Morte Nera. Prima di attaccare la stazione da battaglia, esprime i suoi sentimenti nei confronti della compagna d'avventura Juno Eclipse, baciandola teneramente. Starkiller si fa poi strada fino a Dart Fener e, in uno scontro all'ultimo sangue, l'allievo sconfigge il maestro, riuscendo anche a privarlo della sua maschera. Divenuto ormai un cavaliere Jedi, decide di affrontare l'Imperatore, arrivando sul punto di sconfiggerlo. Tuttavia, quando sembra avere la meglio sul Signore Oscuro, spinto dal Lato Chiaro della forza, decide di non ucciderlo. Palpatine ne approfitta, scagliando dei Fulmini di Forza contro Rahm Kota. Lo Jedi cerca di dissipare l'energia dei fulmini, favorendo la fuga degli alleati ribelli sulla nave pilotata da Juno. Il grande contrasto di forza che si viene a creare determina un'esplosione nella quale Galen perde la vita. Come l'Imperatore stesso afferma, la sua morte lo ha reso più forte. Infatti, l'estremo gesto di un Sith, che ha provato a vivere nel Bene, rimanendone affascinato e riuscendo a mettersi contro l'Impero, ha rafforzato le convinzioni dell'Alleanza Ribelle che, capeggiata da Bail Organa, inizia ad opporsi all'Impero.

## Personalità
Nonostante sia continuamente e spietatamente punito dal suo Maestro Dart Fener, Galen Marek si sottomette volentieri al metodo d'insegnamento del Signore Oscuro dei Sith, essenzialmente perché non conosceva nessun altro. Crede anche che tutti coloro che non lo avessero ucciso lo avrebbero reso più forte, più abile nel maneggiare il Lato Oscuro. Tale è il pensiero di Marek verso la fine della sua formazione con Dart Fener, che una parte di lui lo avrebbe voluto uccidere. Inoltre, a causa del suo lungo isolamento dalla gente comune, egli risulta piuttosto solitario.

### Aspetto
I lineamenti fisici di Galen e la voce sono dell'attore Sam Witwer, già noto per aver interpretato il villain Davis Bloome / Doomsday, nella celebre serie televisiva Smallville.